# Paul Charpit
Paul Charpit de Villecourt est un mathématicien français, mort en 1784 sans avoir eu le temps de rien publier de ses travaux.
Il est l'auteur d'un mémoire transmis à l'Académie royale des sciences en juin 1784, dans lequel il donne la méthode de résolution des équations aux dérivées partielles du premier ordre aujourd'hui connu comme la méthode des caractéristiques ou méthode de Lagrange et Charpit. Il est l'ami de Louis François Antoine Arbogast qui hérita de ses papiers. Il est connu d'abord grâce à Lacroix qui le cite dans ses ouvrages.

## Le mémoire de Charpit de 1784
Son mémoire, présenté en 1784 à l'Académie des sciences, n'a jamais été publié. Pendant longtemps, on n'en a su que ce que Lacroix avait écrit dans son Traité du calcul différentiel et du calcul intégral, paru en 1798, puis dans la seconde édition de 1814. Lacroix le cite également dans sa contribution à la réédition de 1802 de l'Histoire des mathématiques de Jean-Étienne Montucla dirigée par Lalande. Le mémoire a longtemps été considéré comme perdu, après un article de Jacobi de 1841. L'original semble bien avoir disparu assez tôt, après être passé successivement entre les mains de Laplace, Lagrange, Arbogast puis Lacroix, mais on en connait aujourd'hui deux copies, dont la première a été retrouvée en 1928. Elle est due à Lacroix et a donné lieu à plusieurs publications de Nikolai Saltykow dans les années 1930, pourtant passées inaperçues jusqu'au début des années 1980. La seconde plus complète est de la main d'Arbogast.
Charpit partit d'un mémoire de Lagrange de 1772 et écrivit ce qu'on appelle aujourd'hui les équations différentielles des caractéristiques. Il continua en indiquant qu'il suffisait d'intégrer ces équations, si elles sont résolubles, avec l'équation F(x,y,z,p,q)=0, par rapport aux dérivées p et q. Il obtient ainsi l'intégrale complète en intégrant l'équation aux différentielles totales {\displaystyle dz=pdx+qdy}. C'est la méthode classique d'intégration des équations aux dérivées partielles du premier ordre qu'on trouve dans les cours d'analyse.
Cependant, Charpit n'avait pas démontré les théorèmes inverses nécessaires à la rigueur de sa méthode :
1. Toute intégrale des caractéristiques définit une solution de l'équation linéaire aux dérivées partielles correspondante.
2. Toute intégrale des caractéristiques vérifie la condition d'Euler

Ces théorèmes seront démontrés par Jacobi.

## Le devenir des travaux de Charpit
Lagrange ne prit connaissance du mémoire de Charpit qu'en 1793, ce qui explique que son mémoire de 1785 ne sache intégrer que 11 types d'équations. Ces 11 types sont parfaitement expliqués par Charpit qui les prit pour exemples de sa méthode.
Lagrange, quatre ans après avoir pris connaissance du mémoire de Charpit, en 1797, traita ces questions d'une manière plus compliquée que Charpit dans sa Théorie des fonctions analytiques.
Monge, dans ses Applications de l'analyse à la géométrie, en 1809, montra que les solutions sont des courbes de contact avec son enveloppe d'une surface intégrale et que p et q déterminent les plans tangents à cette surface le long de la courbe.
Les noms de Charpit, Lagrange et Monge sont ainsi définitivement associés à ce qui va devenir la méthode des caractéristiques.
En 1815, Pfaff étendit la méthode de Charpit et donna la première méthode d'intégration d'une équation aux dérivées partielles d'une seule fonction inconnue à un nombre quelconque de variables indépendantes. Ce procédé sera simplifié successivement par Cauchy en 1819 puis par Jacobi en 1836.

## D'autres travaux de Charpit
La bibliothèque Riccardiana de Florence, dans le fonds Palagi, possède la plus grande collection connue des œuvres de Charpit, œuvres collectionnées par Guglielmo Libri Carucci dalla Sommaja (1803-1869).